# Sparkasse an der Goseriede

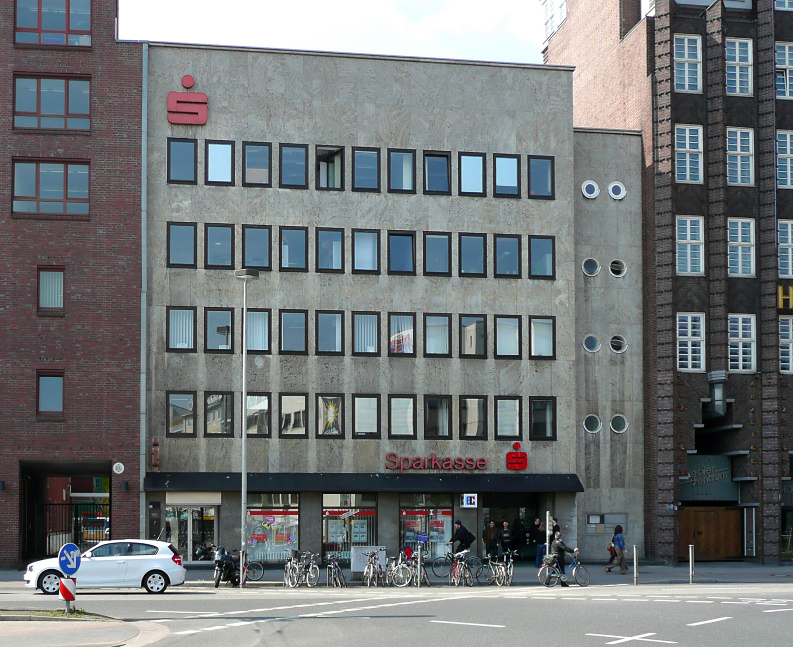
Die Zweigstelle der von Ernst Zinsser erbauten Sparkasse Hannover an der Goseriede 7

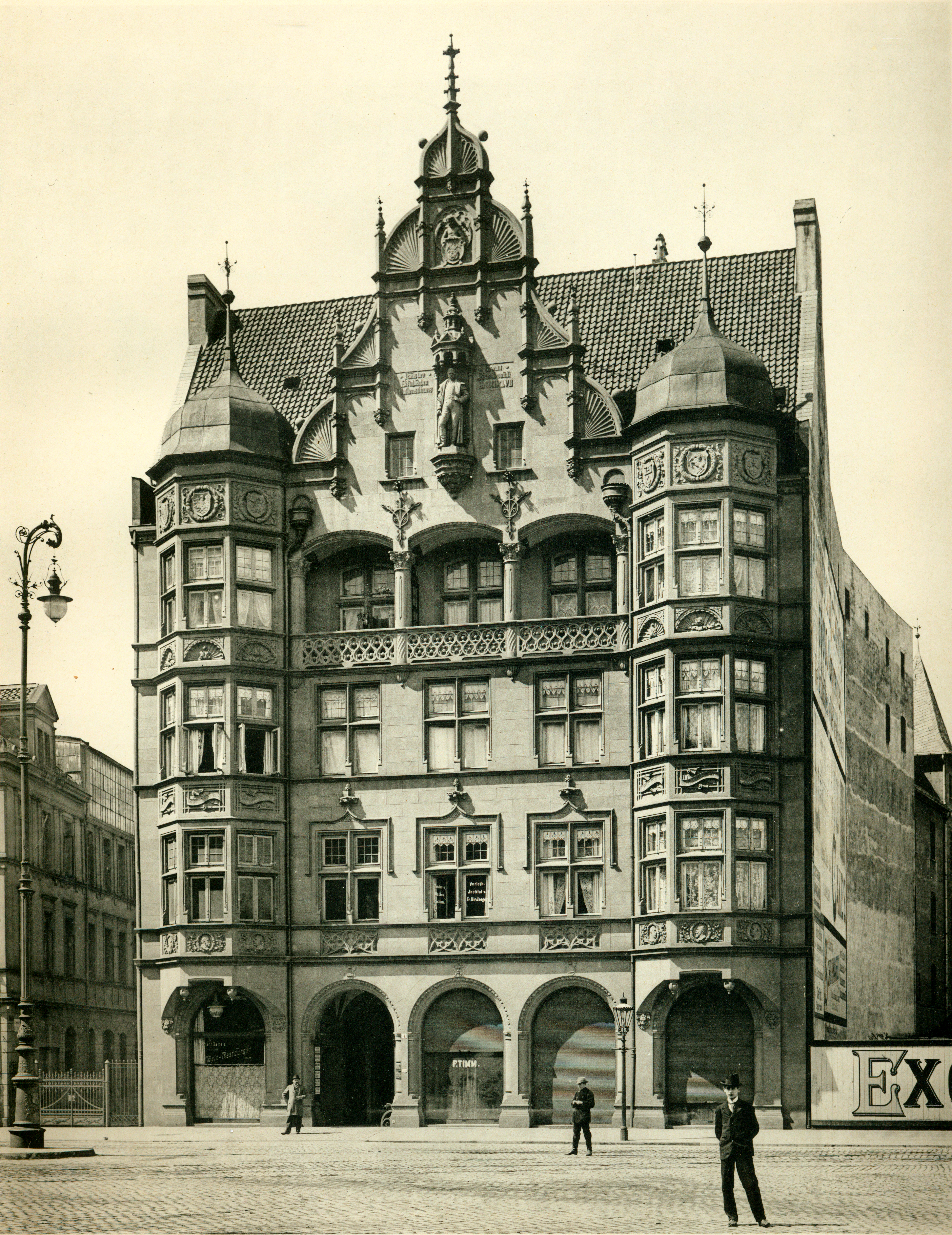
Der Vorgängerbau als „Haus der Striehlschen Waisenstiftung“ an der (damaligen) Goseriede 4;
Lichtdruck nach einem Foto von Georg Alpers in den Blättern für Architektur und Kunsthandwerk

Die Sparkasse an der Goseriede in Hannover ist ein Anfang der 1950er Jahre als Zweigstelle für die damalige Stadtsparkasse von dem Architekten Ernst Zinsser errichtetes Geschäftsgebäude. Zinssers Entwurf erhielt in dem Bau vorangehenden Architektenwettbewerb den ersten Preis. Standort ist die Goseriede 7 im hannoverschen Stadtteil Mitte. Das Gebäude steht unter Denkmalschutz.
An der gleichen Stelle stand seit dem Ende des 19. Jahrhunderts bis zur Zerstörung durch die Luftangriffe auf Hannover das Geschäftshaus der Striehlschen Waisenstiftung.